# Kalavai
Kalavai es una ciudad y nagar Panchayat situada en el distrito de Ranipet en el estado de Tamil Nadu (India). Su población es de 9773 habitantes (2011). Se encuentra a 37 km de Vellore.

## Demografía
Según el censo de 2011 la población de Kalavai era de 9773 habitantes, de los cuales 5608 eran hombres y 5774 eran mujeres. Kalavai tiene una tasa media de alfabetización del 80,81%, superior a la media estatal del 80,09%: la alfabetización masculina es del 91,12%, y la alfabetización femenina del 70,78%.